# جائزة المواطن اللامع لبوينس آيرس
جائزة المواطن اللامع لمقاطعة بوينس آيرس هي جائزة تمنحها السلطة التشريعية لمقاطعة بوينس آيرس من خلال قانون خاص وافق عليه ثلثي أعضائها. يمكن الحصول عليها من قبل الأشخاص الطبيعيين، الأرجنتينيين، المولودين في مقاطعة بوينس آيرس أو الذين أقاموا هناك لمدة 10 سنوات على الأقل والذين تميزوا في عملهم ومسيرتهم المهنية في مجال الثقافة والعلوم والسياسة والرياضة و الدفاع عن الحقوق التي يدعمها الدستور الوطني ودستور مقاطعة بوينس آيرس.